# Die Elixiere des Teufels

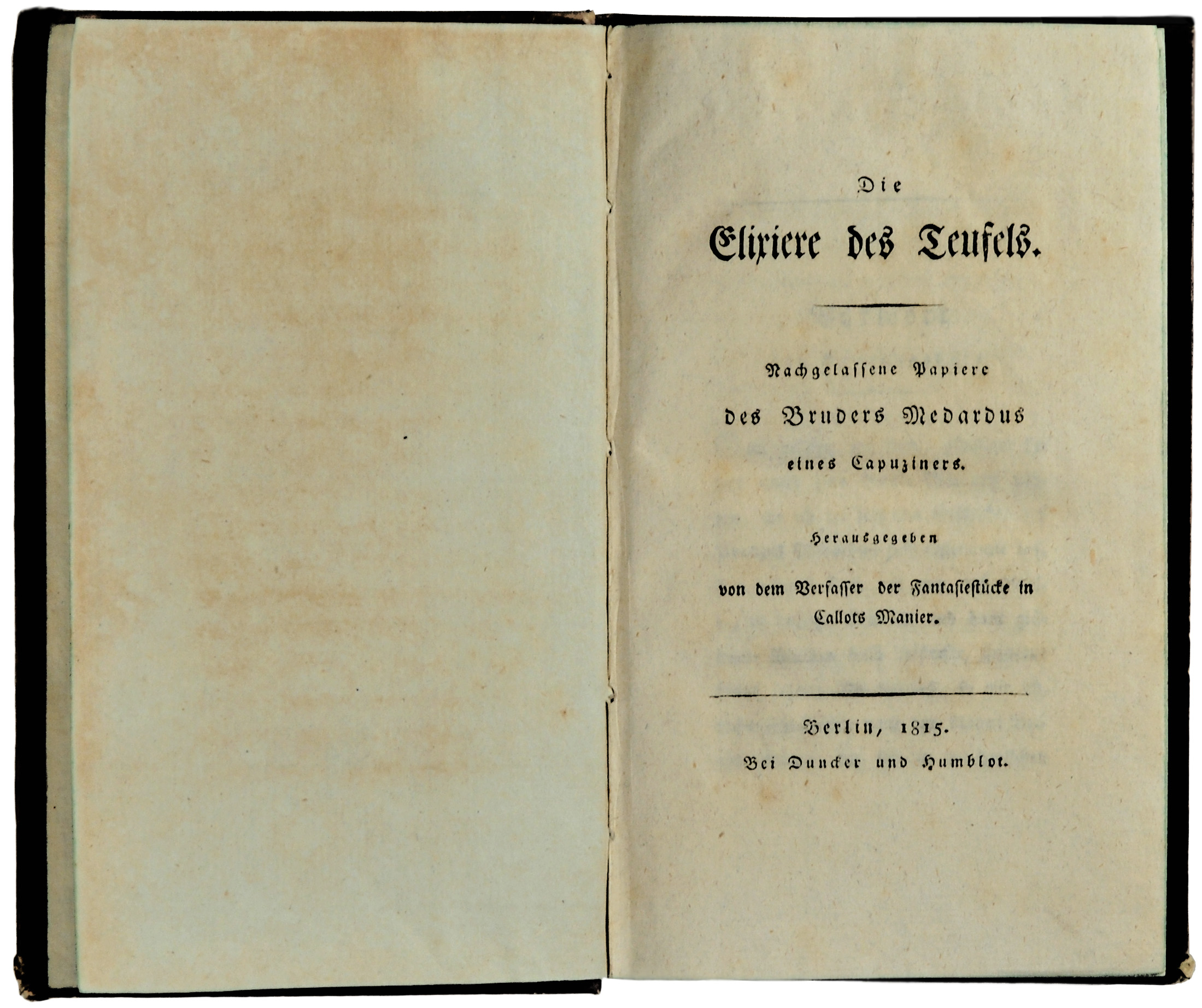
Titelblatt des Erstdruckes von Band I

Der Roman Die Elixiere des Teufels von E.T. A. Hoffmann (1776–1822) erschien 1815/16. Hoffmann übernahm die Grundidee des Romans aus Matthew Gregory Lewis’ Roman The Monk, der auch im Text im sechsten Kapitel – wenn auch ohne Nennung des Autors – erwähnt wird.
Obwohl Hoffmann selbst nicht sehr religiös war, war er dennoch bei einem Besuch in einem Bamberger Kapuzinerkloster so stark vom Leben der Ordensbrüder und der Atmosphäre beeindruckt, dass er beschloss, Die Elixiere des Teufels zu schreiben und in diese religiöse Umgebung zu setzen. Charakteristisch für Hoffmann ist, dass er dieses Buch in nur wenigen Wochen geradezu herunterschrieb. Das Werk kann in die Schwarze Romantik eingeordnet werden.

## Handlung
Der Roman ist eine fiktive Autobiographie. Der Protagonist, der Mönch Medardus, der mit nahezu allen handelnden Personen des Romans in irgendeiner Weise verwandt ist, weiß zu Beginn des Romans nichts von diesen Verbindungen und wird nach einer glücklichen Kindheit in ein paradiesisches Kloster aufgenommen. Er wächst hier heran und erhält, da er seinen Weg lobenswert geht, zwei wichtige Rollen in seinem Kloster: Er verwaltet die Reliquienkammer, in der sich eines der Elixiere des Teufels befindet, einer Sage nach vom Heiligen Antonius hinterlassen. Außerdem beginnt er zu predigen. Sein Rednertalent steigt ihm zu Kopfe, und so erklärt er sich selbst zum Heiligen Antonius und verliert in einer Ohnmacht sein Rednertalent.
Er gewinnt es zurück, als er von dem Elixier des Teufels trinkt. Als nun auch noch eine junge Frau, Aurelie, die große Ähnlichkeiten mit der heiligen Rosalia hat, ihm ihre Liebe beichtet, will er das Kloster verlassen, um sie zu suchen. Der Prior, der seine Unruhe bemerkt, schickt ihn als Gesandten des Klosters nach Italien.
Auf seiner Wanderung sieht er über einer Schlucht einen schlafenden Mann, der in die Schlucht zu fallen droht. Als er ihn zu wecken versucht, schrickt dieser auf und fällt hinab. Durch ein Missverständnis wird Medardus nun für den Gestürzten gehalten und als Graf Viktorin in einem Schloss aufgenommen. Er beginnt ein Verhältnis mit der Stiefmutter Aurelies, Euphemie, trifft aber später plötzlich Aurelie selbst. Seine Liebe zu ihr eskaliert, und er tötet Hermogen, Aurelies Bruder, und Euphemie. Er flieht und landet zuerst in einer Stadt, wo er Pietro Belcampo (alias Peter Schönfeld, wie er sich in Deutschland nannte), begegnet. Später gelangt er durch einen Unfall in ein Forsthaus, wo er seinem Doppelgänger begegnet, einem wahnsinnigen Mönch, der für den Bruder Medardus', also ihn selbst, gehalten wird. Dieser Mönch entpuppt sich als der in die Schlucht gefallene Viktorin, der im Zuge dessen eine Kopfverletzung erlitten hat und so dem Wahnsinn verfallen ist.
Medardus' nächste Station ist ein Fürstenhof, an dem er verkleidet auftritt, aber von Aurelie, die dort erscheint, als der Mörder ihres Bruders erkannt und ins Gefängnis geworfen wird. Doch von dort wird er von seinem Doppelgänger gerettet, da dieser die Tat gesteht. Aurelie gesteht dem wieder freigesetzten Medardus ihre Liebe, und sie wollen heiraten. Doch am Hochzeitstag begegnet Medardus dem Doppelgänger Viktorin, der zum Tode geführt werden soll, schreit Aurelie die Wahrheit entgegen und meint, sie im gleichen Moment aus dem Affekt heraus niedergestochen zu haben. Er befreit den Doppelgänger und flieht zum zweiten Mal.
Doch sein Doppelgänger folgt ihm, die beiden kämpfen einen erbitterten Kampf, den Medardus zwar gewinnt, der ihn aber in eine tiefe Ohnmacht sinken lässt. Er erwacht in einer italienischen Klinik und zieht von dort reuig in ein Kloster weiter. Dort büßt er für seine Sünden, wird in ein Komplott um den Papst verwickelt, entgeht knapp dem Tod und macht sich auf den Weg zu seinem ehemaligen Kloster, nachdem er die Schriften eines alten Malers gelesen hat, worin er seine eigene Lebensgeschichte aufgeschrieben gefunden und nun verstanden hat.
Zurückgekehrt in sein Heimatkloster, wird er Zeuge der Einkleidung Aurelies, muss aber dann mit ansehen, wie sein Doppelgänger sie tötet und flieht. Medardus beginnt damit, sein Leben aufzuschreiben, und stirbt ein Jahr später an Aurelies Todestag.

## Interpretation
Die Lebensgeschichte, die Medardus in den Schriften des Malers findet, ist ein Motiv, das mehrfach in den Elixieren des Teufels aufgegriffen wird. Verschiedene Menschen (z. B. der Förster, der Leibarzt, der Abt) erzählen ihm – teilweise ohne ihr Wissen – immer wieder seine eigene Geschichte. So taucht diese Erzählung immer wieder auf, und der Leser ahnt, was Medardus erst am Ende erfährt: dass er mit nahezu allen auftretenden Personen verwandt ist (alle, die er verletzt oder tötet, sind Verwandte). Er erkennt eine dunkle Macht, die über seinem Leben zu stehen und die Fäden zusammenzuführen scheint:
Es wird klar, dass der geheimnisvolle Maler durch die verbotene Beziehung mit einem Teufelsweib eine Erbsünde auf seinen künftigen Blutstamm gelegt hat. Er ist gezwungen, deren Verlauf mit anzusehen, und dazu verdammt, bis zu ihrem Bruch keinen Frieden zu finden. Medardus ist der Ururenkel des Malers; jeder einzelne von Medardus väterlichen Vorfahren trägt eine Variation des Namens „Franz“, wie sich herausstellt. Der Fluch auf Medardus' Blutlinie liegt wohl darin, dass jeder seiner Vorväter zur Triebhaftigkeit verleitet wird und durch verbotene, sündhafte Liebschaften den jeweils daraus stammenden Nachkommen diese Erbsünde weiter aufbürdet. In Medardus' Fall versucht diese teuflische Macht, durch Einsatz von Visionen und das Zusammenführen ihrer Schicksale Medardus und Aurelie in eine weitere sündige Liebschaft zu verwickeln. Schlussendlich bricht Medardus den Fluch seines Stammes und erlöst somit voraussichtlich auch den Maler, da es nie zu der (vom Teufel) beabsichtigten Vereinigung zwischen ihm und Aurelie gekommen ist: Auf Grund der Ereignisse beruht ihre Liebe bis zum Schluss auf platonischer Zuneigung, und als Aurelie stirbt, entfällt die Möglichkeit für Medardus, den verderbten Samen weiterzugeben.
Es erscheint möglich, die Erzählung als frühe literarische Bearbeitung des Themas einer Persönlichkeitsspaltung aufzufassen, da Medardus in seinem Doppelgänger seinem anderen Ich begegnet. Jedoch ist die Doppelung von Personen ein häufiges Motiv der phantastischen Literatur. So haben in E.T. A. Hoffmanns Meister Floh alle Figuren eine Entsprechung im Märchenreich. Nur selten wird jedoch der Innenkampf durch eine tatsächliche Begegnung des Protagonisten mit seinem Doppelgänger ausgedrückt, wie auch in Edgar Allan Poes William Wilson aus dem Jahr 1839. Hoffmann kommt das Verdienst einer der frühesten Darstellungen dieses Motivs zu.
Zu Beginn des Romans findet sich eine Variante der weithin bekannten Versuchungen des Hl. Antonius, nach der der Mönch vom Teufel durch ein Elixier verführt werden sollte. Diese Legende basiert allerdings nicht auf der sog. Vita Antonii, sondern auf einem Apophthegma, das Makarius, dem Ägypter, zugeschrieben wird (vgl. Apophthegmata Patrum, Nr. 456 nach der Ausgabe von Bonifaz Miller).